# Торшонування
Торшонува́ння (від «торшон») —
1. нанесення тисненням без фарби (конгревним, рельєфним) рельєфних рисунків для створення певної фактури (імітування шкіри, різних видів тканин) на папері чи картоні;
2. є засобом оформлення видань, на поверхню обрізу книги нанесені невеликі заглиблення;
3. із метою збільшення міцності кінцевого зрізу блока, його розрихлення під час клеєвого незшивного скріплення зошитів.

Зазвичай торшонування використовують при оздобленні видань. Обріз блока торшонують, щоб зробити його поверхню нерівною, хвилястою.
Найчастіше торшонування використовують при створенні ізовидань (ізографічних видань), адже такі видання друкуються з використанням різних способів оздоблення, таких, як: тиснення, торшонування, пресування плівки та інших способів підвищення якості видань.